# Fehér pásztor
A fehér pásztor (Orthetrum albistylum), más néven a fehérfarkú pásztorszitakötő, a laposhasú acsafélék családjába tartozó, Európában, Közép- és Kelet-Ázsiában honos szitakötőfaj.

## Megjelenése

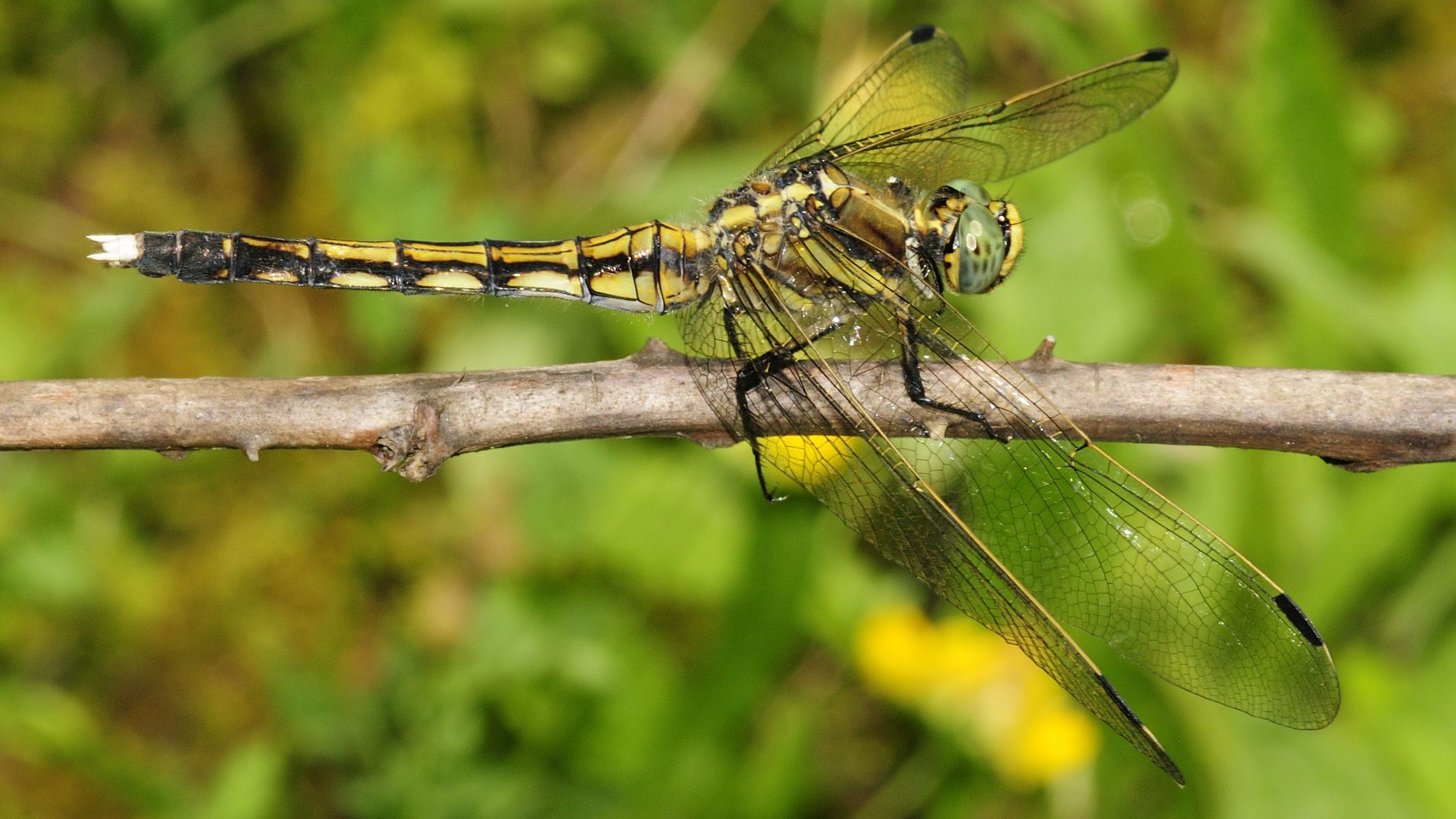
Nőstény példány

A fehér pásztor testhossza kb. 50 mm, szárnyfesztávolsága 75 mm. A hím széles, lapított potrohának kétharmada hamvas kékesfehér, hátsó egyharmada fekete, potrohfüggelékei fehérek. Potroha sárgásbarna, kétoldalt két-két széles, kékesfehér, ferde sáv látható. Szeme szürkéskék, feje elöl fehér vagy halványkék.
A nőstény sárga vagy barnássárga potrohán két fekete, szelvényenként félkörbe hajló csík húzódik végig. Potrohfüggelékei fehérek. Tora oldalán megfigyelhető a ferde sávozottság.
Hasonló faj a vízi pásztor (Orthetrum cancellatum), de annak potrohfüggelékei feketék, potroha szélesebb, a hím feje elöl sötétbarna és potroha egyöntetűen barna, nem sávozott.     

## Elterjedése
Közép- és Kelet-, Délkelet-Európában, Kisázsiában, Közép-Ázsiában, Kínában, Koreában és Japánban honos. Előfordulás sokhelyütt szigetszerű, de ahol megtalálható, ott többnyire nagy számban él. Európában két nagy centruma van: az egyik Dél-Franciaország, ahonnan átterjedt Németországba és Svájcba; a másik Észak-Olaszországtól (ahol a rizsföldeken tömeges) Ausztrián és a Balkánon át Dél-Lengyelországig tart. Az utóbbi években észak felé terjed és már elérte Lengyelország balti partvidéket. Egész Magyarországon előfordul, bár inkább a síkvidékek sekély vizeinél gyakori.   

## Életmódja
Lárvája a gyorsan átmelegedő, növényzetben gazdag, esetleg eutrofizálódó sekély állóvizeket, tavacskákat, iszapos aljzatú kis folyókat részesíti előnyben. A lárvák az iszapba fúrják be magukat és áttelelnek. Fejlődésük egy évig vagy valamivel tovább tart. Az imágók május közepétől július végéig (ritkán augusztusban is) bújnak elő és szeptember közepéig, végéig repülnek. A párzás fél-két percig tart és utána a nőstény a víz felszínére vagy vízinövényekre rakja le petéit.
Magyarországon nem védett. 